# 유이가하마역
유이가하마역(일본어: 由比ヶ浜駅、ゆいがはまえき)은 일본 가나가와현 가마쿠라시에 있는 에노시마 전철선의 철도역이다.

## 역 구조
1선 1면의 승강장이 있는 지상역이다. 승강장 하나가 양방향의 승객을 처리한다.
↑가마쿠라 방면

１ |

후지사와 방면↓

## 승차량 변동
2008년의 일일 평균 승강객수는 971명이다.

## 역사
- 1907년 8월 16일 - 개업